# 哈利斯登
哈利斯登（英語：Harlesden）是英國倫敦的一個地區，在行政區劃上屬於布倫特倫敦自治市。哈利斯登位於倫敦西北部，是倫敦加勒比文化的中心之一，此外也有很多愛爾蘭人、巴西人和一些葡萄牙人在此居住。